# Sussaba rugipleuris
Sussaba rugipleuris là một loài tò vò trong họ Ichneumonidae.